# Тезору (микрорегион)

Тезору на карте.

Тезору (порт. Microrregião de Tesouro) — микрорегион в Бразилии, входит в штат Мату-Гросу. Составная часть мезорегиона Юго-восток штата Мату-Гроссу. Население составляет 49 086 человек на 2006 год. Занимает площадь 27 172,857 км². Плотность населения — 1,8 чел./км².

## Статистика
- Валовой внутренний продукт на 2003 составляет 403 081 486,00 реалов (данные: Бразильский институт географии и статистики).
- Валовой внутренний продукт на душу населения на 2003 составляет 7808,45 реалов (данные: Бразильский институт географии и статистики).
- Индекс развития человеческого потенциала на 2000 составляет 0,749 (данные: Программа развития ООН).

## Состав микрорегиона
В составе микрорегиона включены следующие муниципалитеты:
1. Арагуаинья
2. Женерал-Карнейру
3. Гиратинга
4. Понтал-ду-Арагуая
5. Понти-Бранка
6. Пошореу
7. Рибейранзинью
8. Тезору
9. Торишореу